# Fätnajaure
Fätnajaure är en sjö i Arvidsjaurs kommun i Lappland och ingår i Piteälvens huvudavrinningsområde. Sjön har en area på 1,67 kvadratkilometer och ligger 373,9 meter över havet. Fätnajaure ligger i Piteälven Natura 2000-område. Sjön avvattnas av vattendraget Piteälven.

## Delavrinningsområde
Fätnajaure ingår i det delavrinningsområde (733317-165489) som SMHI kallar för Utloppet av Fätnajaure. Medelhöjden är 413 meter över havet och ytan är 12,45 kvadratkilometer. Räknas de 354 avrinningsområdena uppströms in blir den ackumulerade arean 5 135,7 kvadratkilometer. Avrinningsområdets utflöde Piteälven mynnar i havet. Avrinningsområdet består mestadels av skog (74 procent). Avrinningsområdet har 1,69 kvadratkilometer vattenytor vilket ger det en sjöprocent på 13,6 procent.